# Теория вычислимости
Теория вычислимости — раздел математики, лежащий на стыке математической логики, теории алгоритмов и информатики, возникшей в результате изучения понятий вычислимости и невычислимости. Изначально теория была посвящена вычислимым и невычислимым функциям и сравнению различных моделей вычислений. В наши дни поле исследования теории вычислимости расширилось — появляются новые определения понятия вычислимости и идёт слияние с математической логикой, где вместо вычислимости и невычислимости идёт речь о доказуемости и недоказуемости (выводимости и невыводимости) утверждений в рамках каких-либо теорий.
Теория вычислимости берёт своё начало от работы Алана Тьюринга (1936) «On Computable Numbers, With An Application to Entscheidungsproblem», в которой он ввёл понятие абстрактной вычислительной машины, получившей впоследствии его имя, и доказал фундаментальную теорему о неразрешимости задачи о её остановке. Независимо в то же время схожий формализм ввёл Эмиль Пост (машина Поста). Теорема Гёделя о неполноте (1931) была доказана в терминах примитивно рекурсивных функций, класс которых в 1934 году Гёдель расширил до класса общерекурсивных функций. Формализм, развитый Гёделем, оказался эквивалентным тьюринговскому (а также многим другим). Вместе с тезисом Чёрча — Тьюринга этот факт явно продемонстрировал содержательность новой теории, и сейчас эти определения общеприняты в качестве формального аналога алгоритмически вычислимых функций.
Определение вычислимых функций, данное Гёделем, носило синтаксический характер, и лишь установление совпадения этого класса с классом общерекурсивных функций (вместе с формулировкой и «принятием» тезиса Чёрча) показало действительную значимость теоремы о неполноте.Ершов, Юрий Леонидович